# Tacoma Narrows hidak

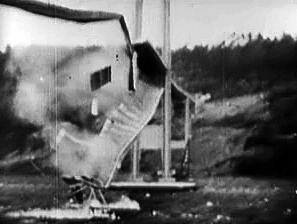
A híd a leszakadás pillanatában

A Tacoma Narrows hidak Washington amerikai állam 16-os útjának hídjai, melyek a Puget Sound öböl Tacoma Narrows szorosa felett ívelnek át. Az eredetileg itt álló híd, a Gallopping Gertie 4 hónappal felavatása után, 1940. november 7-én az erős szél okozta belengés és a rezonancia miatt leszakadt.

## A híd leszakadásának lehetséges okai
Rezonancia
A híd leszakadását a rezonancia jelensége okozhatta. Minden merev testnek vannak saját rezgései. Ha a külső rezgések olyan frekvenciájúak, amelyek közel esnek a testek sajátrezgési frekvenciájához (lásd: sajátfrekvencia), akkor fellép a rezonancia jelensége.
A külső erő gerjeszti, fokozza a sajátrezgés kitérésének (amplitúdójának) mértékét. A növekedés oka, hogy a külső gerjesztés által az adott rendszerbe egy-egy kitérés ideje alatt bevitt kis energiaadagok fokozatosan összegződnek, és egyre nagyobb kilengést okoznak.
A Tacoma-híd esetében a széllökések frekvenciája a híd sajátfrekvenciájának közelébe esett, és néhány órai külső gerjesztés után a szél olyan mértékű kilengést okozott, hogy a híd leszakadt.
Aeroelasztikus lebegés
Az erős és szokatlanul egyenletes szél létrehozhatja az ún. aeroelasztikus lebegést. Ez a másik, hihető magyarázat a rezonanciát okozó, egyenletes időközönként lecsapó széllökéseknél. A fenti wiki-linken több példavideót is láthatunk arról, mi történik, ha egyenletes erőhatás ér egy rugalmas testet, és ahol szintén hivatkoznak a Tacoma-hídra. A jelenség megfigyelhető még ezen az argentin játszótéren is, ahol a hintákat belengeti az egyenletes légmozgás: https://web.archive.org/web/20130629030010/http://tu.tv/videos/hamaca-paranormal-que-se-mueve-sola.